# Kościół ewangelicki w Żytomierzu
Kościół ewangelicki w Żytomierzu (ukr. Лютеранська кiрха в Житомирi) – kościół luterański zbudowany pod koniec XIX wieku w Żytomierzu przy obecnej ul. Kociubińskiego. Jeden z bardziej charakterystycznych zabytków miasta. Obecnie pod zarządem wspólnoty baptystów.

## Historia
Został wzniesiony w 1896 opodal gimnazjum męskiego w Żytomierzu przy ówczesnej ulicy Luterańskiej na działce należącej do Wilhelma Knaaka, którą jego żona przekazała miejskiej wspólnocie ewangelickiej. Świątynię zbudowano według projektu lokalnego architekta Arnolda Enscha.
Kościół, obok którego stanął dom pastora, był ośrodkiem życia społecznego żytomierskich ewangelików. Na organach w kościele grywał Danił Richter, dziadek znanego pianisty Swiatosława, oraz jego wujek Eduard. Według innych źródeł kościelnym organistą w żytomierskiej parafii miał być również ojciec pianisty – Teofil.
W drugiej połowie lat trzydziestych kościół odebrano ewangelikom umieszczając w nim salę sportową klubu Dynamo. Po odzyskaniu przez Ukrainę niepodległości w 1991 władze miejskie przekazały kościół wspólnocie baptystów, jednak nadal odbywają się tu nabożeństwa luterańskie.